# Sangala imparata
Sangala imparata là một loài bướm đêm trong họ Geometridae.